# Егоровка (Кировоградская область)
Егоровка (укр. Єгорівка) — село в Новоукраинской городской общине Новоукраинского района Кировоградской области Украины.
Население по переписи 2001 года составляло 153 человека. Почтовый индекс — 27125. Телефонный код — 5251. Код КОАТУУ — 3524086404.